# Kładka Radiowej Trójki
Kładka Radiowej Trójki – wybudowana w roku 2009, do 2015 nosząca nieoficjalną nazwę Świebodzkiej, kładka nad fosą łącząca pl. Orląt Lwowskich z Promenadą Staromiejską (jej odcinkiem noszącym nazwę: Bulwar Tadka Jasińskiego) i następnie z ul. Pawła Włodkowica. Jest to przeprawa przeznaczona dla ruchu pieszego i rowerowego. Konstrukcja kładki (dźwigary, poprzecznice) wykonana jest z drewna klejonego. Balustrady wykonane zostały ze szkła hartowanego z pochwytami drewnianymi. Na przeprawie zamontowano specjalną iluminację. Projektantem kładki jest architekt Tomasz Boniecki.